# Národní park Gunung Rinjani
Národní park Gunung Rinjani (indonésky Taman Nasional Gunung Rinjani) je indonéský národní park, který se rozkládá na ostrově Lombok okolo stejnojmenné sopky Rinjani v provincii Západní Nusa Tenggara. Park byl založen roku 1997.

## Geografie
Národní park Gunung Rinjani chrání 413,3 km2 plochy na severu ostrova Lombok, přičemž jej obklopuje dalších 660 km2 chráněných lesních areálů. Území dominuje stejnojmenná sopka Rinjani, která se svou výškou 3 726 metrů nad mořem představuje nejvyšší vrchol indonéské provincie Západní Nusa Tenggara a patří i mezi nejvyšší hory celého státu. Na západní straně hory Rinjani se rozkládá kráterové jezero Segara Anak, jehož sirně zapáchající vody mají v různých částech jezera různou teplotu. Ze středu jezera se vynořuje sopka Gunung Baru o nadmořské výšce 2 363 m, která je stále aktivní.
Roční úhrn srážek na území parku činí asi 3 000 mm. Jihozápadním svahům hory dominují tropické deštné pralesy, které na východě ustupují monzunovým lesům a na severovýchodě savanové krajině.

## Flóra a fauna
Národní park Gunung Rijani leží v regionu Wallacea, jenž představuje biogeografický přechod mezi orientální a australskou oblastí.
Zdejší vegetace zahrnuje dvojkřídláčovité neboli dipterokarpy (např. Dipterocarpus hasseltii), fíkovníky drobnolisté (Ficus benjamina), křídlozrnce Pterospermum javanicum, přesličníky (Casuarina sp.), hřebíčkovce (Syzygium sp.), aglájy (druh Aglaia argentea) či rostliny rodu laportea (Laportea sp.). Rostou zde endemitní druhy orchidejí Peristylus rintjaniensis a Peristylus lombokensis.
Za savců v parku lze jmenovat muntžaky sundské (Muntiacus muntjak), oviječe skvrnité (Paradoxurus hermaphroditus), hulmany jávské (Trachypithecus auratus) či dikobrazy krátkoocasé (Hystrix brachyura). Z ptáků lze uvést zoborožíky přílbové (Philemon buceroides), orly proměnlivé (Nisaetus cirrhatus), medosavky lombocké (Lichmera lombokia), holuby tmavohřbeté (Ducula lacernulata), žluvy černošíjné (Oriolus chinensis) či kakaduy žlutolící (Cacatua sulphurea). Mezinárodní svaz ochrany přírody (IUCN) nicméně ve svém vyhodnocení z roku 2021 uvádí, že populace kakaduů z ostrova Lombok již může být vyhubena. Papoušek totiž obecně představuje kriticky ohrožený druh, jehož populace kvůli neudržitelnému lovu v průběhu 20. století dramaticky poklesly: IUCN uvádí pokles o více než 80 % během posledních tří generací.